# Acraga meridensis
Acraga meridensis is een vlinder uit de familie van de Dalceridae. De wetenschappelijke naam van de soort is voor het eerst geldig gepubliceerd in 1907 door Dognin.